# Drabinki gimnastyczne

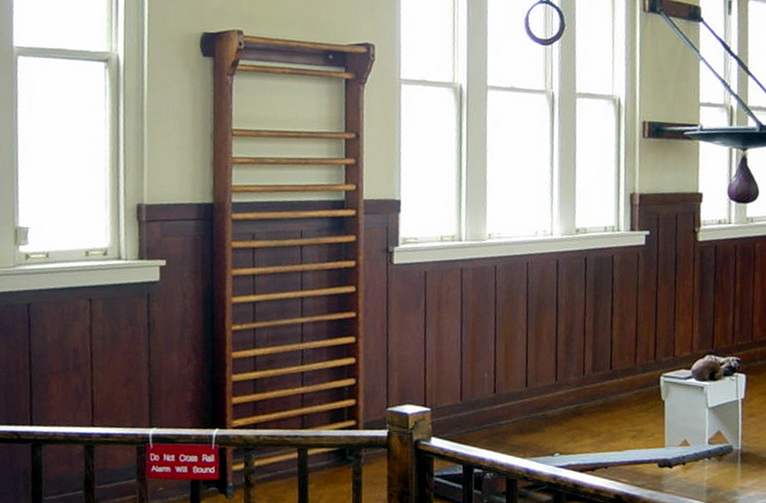
Pojedyncza drabinka gimnastyczna

Drabinki gimnastyczne – przyrząd sportowy umożliwiający trening różnych partii mięśniowych. Wykorzystywane są przy treningu gimnastycznym jak i siłowym. Pozwala m.in. na wykonywanie ćwiczeń mięśni brzucha, ramion, ćwiczeń rozciągających, wzmacniających oraz korekcyjnych.
Drabinki gimnastyczne to jedno ze standardowych urządzeń szkolnych sal gimnastycznych, występuje też na wyposażeniu sal do fitnessu oraz siłowni.

## Historia
Drabinka gimnastyczna to jeden z podstawowych, uniwersalnych i wielofunkcyjnych przyrządów sportowych, umożliwiający zarówno trening gimnastyczny, jak i siłowy. Drabinka powstała w Szwecji końcem XVIII wieku, gdzie nosiła nazwę „en ribbstol”, tłumaczoną dosłownie jako „rama z poprzeczkami”. Za jej ojca uważany jest szwedzki poeta, naukowiec i sportowiec – Pehr Henrik Ling – choć na podobny pomysł w tym samym czasie wpadli również inni wynalazcy. Ling cierpiał na artretyzm i dostrzegł, że wysiłek fizyczny wpływa pozytywnie na jego schorowane ramię. Uważał jednak, iż wysiłek fizyczny musi być właściwie dobrany do człowieka i powinien on trenować zarówno ciało, jak i umysł. Uznał, że drabinka gimnastyczna spełnia wszystkie te warunki i jest odpowiednim narzędziem dla osób w każdym wieku.
W połowie XIX wieku, za sprawą Linga, który przekonał szwedzkiego monarchę Karola XIII, do utworzenia w Sztokholmie Centralnego Instytutu Gimnastyki, wytworzył się w Europie nurt gimnastyczny zwany „szwedzkim”. Była to odpowiedź na zagrożenie ze strony Napoleona i szansa na zbudowanie potężnej siły militarnej poprzez gimnastykę z wykorzystaniem drabinek gimnastycznych. Po śmierci Linga promowaniem drabinki gimnastycznej zajął się jego syn i były to działania na tyle skuteczne, że szybko stała się ona podstawowym narzędziem gimnastycznym na całym świecie.